# Ахилион
Ахилион (на гръцки: Αχίλλειο или Αχίλλειον) е дворец на остров Корфу, Гърция.
Построен е от Елизабет Баварска (Сиси), императрица на Австрийската империя, по предложение на австрийския консул Александър Ватцберг.
Намира се над село Гастурар на 10 km южно от град Корфу.
Дворецът е построен през 1890 г. след смъртта на Рудолф Австрийски, сина на императрицата, който е и наследник на австрийския престол. Тематично е оформен според сведенията от древногръцката митология за подвизите и живота на античния древногръцки герой Ахил от „Илиада“, на когото е наречен. Скулптурите, които украсяват двореца и градината му, са изваяни от Ернст Хертер.
Корфу е любимо място за почивка на императрица Елисавета, а декорацията и мястото на двореца са продиктувани от своеобразен филелинизъм.
Последен собственик на двореца е германският император Вилхелм II. Днес дворецът е музей, собственост на Гръцката туристическа асоциация.